# FC Martigny-Sports
FC Martigny-Sports – szwajcarski klub piłkarski z siedzibą w Martigny.

## Historia
Klub został założony 31 sierpnia 1917. Nigdy nie grał w najwyższej klasie rozgrywkowej, spędził natomiast 16 sezonów na poziomie drugiej ligi.

### Historia występów w drugiej lidze
| Sezon   | Liga           | Grupa             | Miejsce                      | Uwagi  |
| ------- | -------------- | ----------------- | ---------------------------- | ------ |
| 1960/61 | Nationalliga B | –                 | 8.                           |        |
| 1961/62 | Nationalliga B | –                 | 13.                          | spadek |
| 1969/70 | Nationalliga B | –                 | 12.                          |        |
| 1970/71 | Nationalliga B | –                 | 12.                          |        |
| 1971/72 | Nationalliga B | –                 | 5.                           |        |
| 1972/73 | Nationalliga B | –                 | 11.                          |        |
| 1973/74 | Nationalliga B | –                 | 10.                          |        |
| 1974/75 | Nationalliga B | –                 | 10.                          |        |
| 1975/76 | Nationalliga B | –                 | 13.                          | spadek |
| 1983/84 | Nationalliga B | –                 | 4.                           |        |
| 1984/85 | Nationalliga B | –                 | 8.                           |        |
| 1985/86 | Nationalliga B | –                 | 9.                           |        |
| 1986/87 | Nationalliga B | –                 | 11.                          |        |
| 1987/88 | Nationalliga B | Zachód Awansowa B | 6. (Zachód) 7. (Awansowa B)  |        |
| 1988/89 | Nationalliga B | Zachód Spadkowa A | 10. (Zachód) 3. (Spadkowa A) |        |
| 1989/90 | Nationalliga B | Zachód Spadkowa B | 12. (Zachód) 6. (Spadkowa B) | spadek |

## Reprezentanci kraju grający w klubie
- Nourredine Kourichi
- Georges Bregy
- Norbert Eschmann
- Hans-Peter Friedländer
- Johann Lonfat
- Lucien Pasteur
- Serge Trinchero